# Bobby Reynolds
Pour les articles homonymes, voir Robert Reynolds et Reynolds.
Robert Thomas Reynolds dit Bobby Reynolds, né le 17 juillet 1982 à Cap Cod, est un joueur de tennis américain, professionnel de 2003 à 2014.

## Biographie
Son père Robert est pilote et sa mère Joyce est professeure de tennis. Il a une sœur aînée, Debbie et un frère cadet, Michael. Il est marié à Josie Hahn depuis 2008 et a trois enfants.
Il a représenté l'université Vanderbilt entre 2000 et 2003 où il a été encadré par l'ancien joueur de double Ken Flach.
Il est l'entraîneur des Auburn Tigers de l'université d'Auburn depuis 2016.

## Carrière
En 2005, issu des qualifications et classé 283e mondial, Bobby Reynolds atteint le 3e tour de l'Open d'Australie, en battant Nicolás Almagro et Andrei Pavel (tête de série n°17), avant de s'incliner face à Rafael Nadal.
En 2006, il gagne avec Andy Roddick le premier titre en double de sa carrière à Indianapolis contre Paul Goldstein et Jim Thomas.
Jamais finaliste d'un tournoi ATP en simple, il a atteint les quarts de finale à Washington en 2005, Delray Beach et Indianapolis en 2008 et Sydney en 2012 où il signe la meilleure performance de sa carrière en battant John Isner, 17e mondial.
Il a remporté un total de 10 tournois Challenger en simple : Nashville en 2005, Tulsa en 2006, Naples en 2007, Tallahassee, Bâton-Rouge et Knoxville en 2008, Ojai et Tulsa en 2010, León et Tulsa en 2011.
En double, il comptabilise 25 titres dont 14 avec Rajeev Ram : Mexico en 2005, Dallas et Tulsa en 2006, Forest Hills, Carson, Aptos, Tulsa, Busan et Nashville en 2007, Humacao, Tallahassee et Champaign-Urbana en 2008, Bâton-Rouge en 2009 et León en 2011. Il s'est aussi imposé à Lexington avec Scoville Jenkins et à Calabasas avec Amer Delić en 2005, à Tunica Resorts avec Jeff Morrison en 2006, à Heilbronn avec Rik De Voest en 2008, à Sunrise avec Eric Butorac en 2009, à Tallahassee et Guadalajara avec Vasek Pospisil, Winnetka avec Treat Huey et Tulsa avec David Martin en 2011, à Savannah avec Carsten Ball en 2012 et à Napa en 2013 avec John-Patrick Smith.

## Palmarès

### Titre en double messieurs
| No | Date       | Nom et lieu du tournoi         | Catégorie   | Dotation  | Surface    | Partenaire   | Finalistes                | Score    |          |
| -- | ---------- | ------------------------------ | ----------- | --------- | ---------- | ------------ | ------------------------- | -------- | -------- |
| 1  | 17-07-2006 | RCA Championships Indianapolis | Int' Series | 575 000 $ | Dur (ext.) | Andy Roddick | Paul Goldstein Jim Thomas | 6-4, 6-4 | Parcours |

### Finales en double messieurs
| No | Date       | Nom et lieu du tournoi                                 | Catégorie   | Dotation  | Surface    | Vainqueurs                    | Partenaire    | Score    |          |
| -- | ---------- | ------------------------------------------------------ | ----------- | --------- | ---------- | ----------------------------- | ------------- | -------- | -------- |
| 1  | 22-08-2005 | Pilot Pen Tennis Presented by Michelob Ultra New Haven | Int' Series | 650 000 $ | Dur (ext.) | Gastón Etlis Martín Rodríguez | Rajeev Ram    | 6-4, 6-3 | Parcours |
| 2  | 22-09-2008 | China Open Pékin                                       | Int' Series | 499 000 $ | Dur (ext.) | Stephen Huss Ross Hutchins    | Ashley Fisher | 7-5, 6-4 | Parcours |

## Parcours dans les tournois duGrand Chelem

### En simple
| Année | Open d'Australie | Open d'Australie | Internationaux de France | Internationaux de France | Wimbledon       | Wimbledon       | US Open         | US Open        |
| ----- | ---------------- | ---------------- | ------------------------ | ------------------------ | --------------- | --------------- | --------------- | -------------- |
| 2004  | —                | —                | —                        | —                        | —               | —               | 1er tour (1/64) | Alexander Peya |
| 2005  | 3e tour (1/16)   | Rafael Nadal     | —                        | —                        | —               | —               | 1er tour (1/64) | Rafael Nadal   |
| 2006  | 1er tour (1/64)  | Tomáš Berdych    | —                        | —                        | —               | —               | —               | —              |
| 2007  | 1er tour (1/64)  | Andreas Seppi    | —                        | —                        | 1er tour (1/64) | F. Verdasco     | 1er tour (1/64) | Tommy Robredo  |
| 2008  | 1er tour (1/64)  | Gilles Simon     | 2e tour (1/32)           | Nicolás Lapentti         | 3e tour (1/16)  | Feliciano López | 2e tour (1/32)  | F. González    |
| 2009  | 1er tour (1/64)  | Tommy Robredo    | 1er tour (1/64)          | Gaël Monfils             | 1er tour (1/64) | Gilles Simon    | —               | —              |
| 2010  | —                | —                | —                        | —                        | —               | —               | —               | —              |
| 2011  | —                | —                | —                        | —                        | —               | —               | 1er tour (1/64) | D. Nalbandian  |
| 2012  | —                | —                | —                        | —                        | —               | —               | 1er tour (1/64) | Tim Smyczek    |
| 2013  | —                | —                | —                        | —                        | 2e tour (1/32)  | Novak Djokovic  | —               | —              |

N.B. : à droite du résultat se trouve le nom de l'ultime adversaire.

### En double
| Année | Open d'Australie            | Open d'Australie        | Internationaux de France    | Internationaux de France    | Wimbledon                      | Wimbledon              | US Open                      | US Open                   |
| ----- | --------------------------- | ----------------------- | --------------------------- | --------------------------- | ------------------------------ | ---------------------- | ---------------------------- | ------------------------- |
| 2003  | —                           | —                       | —                           | —                           | —                              | —                      | 2e tour (1/16) R. Ginepri    | Wayne Black Kevin Ullyett |
| 2004  | —                           | —                       | —                           | —                           | —                              | —                      | —                            | —                         |
| 2005  | —                           | —                       | —                           | —                           | —                              | —                      | 2e tour (1/16) S. Jenkins    | J. Björkman Max Mirnyi    |
| 2006  | 1er tour (1/32) R. Ginepri  | P. Baccanello R. Smeets | 1er tour (1/32) B. Pašanski | M. Fyrstenberg M. Matkowski | 1/8 de finale A. Fisher        | Bob Bryan Mike Bryan   | 1/8 de finale C. Haggard     | Paul Hanley Kevin Ullyett |
| 2007  | 1er tour (1/32) R. Kendrick | F. Santoro N. Zimonjić  | —                           | —                           | 2e tour (1/16) A. Delić        | A. Clément M. Llodra   | 1er tour (1/32) A. Fisher    | J. Erlich Andy Ram        |
| 2008  | —                           | —                       | 1/8 de finale R. Ram        | D. Nestor N. Zimonjić       | 2e tour (1/16) R. Ram          | D. Nestor N. Zimonjić  | 2e tour (1/16) R. Ram        | B. Soares D. Vemić        |
| 2009  | 1/8 de finale R. Ram        | Bob Bryan Mike Bryan    | 1er tour (1/32) R. Ram      | A. Pavel H. Tecău           | —                              | —                      | —                            | —                         |
| 2010  | —                           | —                       | —                           | —                           | 1er tour (1/32) M. Chiudinelli | Bob Bryan Mike Bryan   | 2e tour (1/16) R. Ram        | M. Granollers T. Robredo  |
| 2011  | —                           | —                       | —                           | —                           | —                              | —                      | 1er tour (1/32) T. Parrott   | J. Cerretani Philipp Marx |
| 2012  | —                           | —                       | —                           | —                           | 2e tour (1/16) Van der Merwe   | A. Qureshi J.-J. Rojer | 1er tour (1/32) M. Russell   | D. Novikov M. Redlicki    |
| 2013  | —                           | —                       | —                           | —                           | —                              | —                      | 1er tour (1/32) A. Kuznetsov | A. Begemann M. Emmrich    |

N.B. : le nom du ou de la partenaire se trouve sous le résultat ; le nom des ultimes adversaires se trouve à droite.

### En double mixte
| Année | Open d'Australie | Open d'Australie | Internationaux de France | Internationaux de France | Wimbledon | Wimbledon | US Open                      | US Open                    |
| ----- | ---------------- | ---------------- | ------------------------ | ------------------------ | --------- | --------- | ---------------------------- | -------------------------- |
| 2007  |                  |                  |                          |                          |           |           | 1er tour (1/16) Jill Craybas | Paola Suárez Kevin Ullyett |

N.B. : le nom de la partenaire se trouve sous le résultat ; le nom des ultimes adversaires se trouve à droite.

## Parcours dans lesMasters 1000
| Année | Indian Wells         | Miami               | Monte-Carlo | Rome | Madrid | Canada | Cincinnati | Shanghai | Paris |
| ----- | -------------------- | ------------------- | ----------- | ---- | ------ | ------ | ---------- | -------- | ----- |
| 2005  | 1er tour S. Sargsian | —                   | —           | —    | —      | —      | —          | —        | —     |
| 2006  | 1er tour S. Querrey  | —                   | —           | —    | —      | —      | —          | —        | —     |
| 2007  | —                    | —                   | —           | —    | —      | —      | —          | —        | —     |
| 2008  | 1er tour D. Young    | 2e tour M. Youzhny  | —           | —    | —      | —      | —          | —        | —     |
| 2009  | 2e tour N. Kiefer    | 2e tour R. Štěpánek | —           | —    | —      | —      | —          | —        | —     |
| 2010  | 1er tour M. Ančić    | —                   | —           | —    | —      | —      | —          | —        | —     |
| 2011  | —                    | —                   | —           | —    | —      | —      | —          | —        | —     |
| 2012  | 1er tour X. Malisse  | —                   | —           | —    | —      | —      | —          | —        | —     |
| 2013  | 2e tour M. Fish      | —                   | —           | —    | —      | —      | —          | —        | —     |

N.B. : sous le résultat se trouve le nom de l’ultime adversaire.